# Wahlkreis Meißen-Dresden West
Der Wahlkreis Meißen-Dresden West war ein Landtagswahlkreis in Sachsen, der zu den Landtagswahlen 1994  und 1999 existierte. Er hatte die Wahlkreisnummer 39. Das Wahlkreisgebiet umfasste einen Teil des vor der Kreisreform 1994 existierenden Landkreises Meißen. Dieser sollte zum 1. August 1994 in einem geplanten Landkreis Meißen-Dresden aufgehen. Allerdings klagte der Landkreis Dresden vor dem Sächsischen Oberverwaltungsgericht gegen seine Auflösung. Da die Klage keinen Erfolg hatte, wurde der Landkreis zum 1. Januar 1996 aufgelöst. Das Wahlkreisgebiet wurde Teil des Landkreises Meißen der allerdings bis zum 28. Februar 1997 die Bezeichnung Landkreis Meißen-Radebeul trug. Der Landkreis ging im Zuge der sächsischen Kreisgebietsreform 2008 im neuen Landkreis Meißen auf. Das Wahlkreisgebiet bestand zwischen 1994 und 1999 aus folgenden Städten und Gemeinden: Deutschenbora, Diera, Gauernitz, Helbigsdorf, Heynitz, Käbschütztal, Ketzerbachtal, Klipphausen, Leuben-Schleinitz, Lommatzsch, Meißen, Nossen, Scharfenberg, Tanneberg, Taubenheim, Triebischtal, Wilsdruff und Zehren. Nachfolger des Wahlkreises Meißen-Dresden West wurde 2004 der  Meißen 1, der aber noch um die Gemeinden Niederau und Weinböhla erweitert wurde.

## Wahl 1999
Die Landtagswahl 1999 hatte folgendes Ergebnis:
| Direktkandidat      | Partei          | Erststimmen in % | Zweitstimmen in % |
| ------------------- | --------------- | ---------------- | ----------------- |
| Karin Strempel      | CDU             | 56,6             | 61,3              |
| Eyk Schade          | SPD             | 10,0             | 8,4               |
| Ralf Eißler         | PDS             | 21,8             | 19,7              |
| Sebastian Hentschel | GRÜNE           | 3,4              | 2,6               |
| Ludwig Martin Rade  | FDP             | 3,6              | 1,3               |
| -                   | BüSo            | -                | 0,1               |
| Joachim Fischer     | DSU             | 1,8              | 0,5               |
| -                   | GRAUE           | -                | 0,3               |
| -                   | REP             | -                | 1,1               |
| -                   | FP Deutschlands | -                | 0,1               |
| -                   | Pro DM          | -                | 2,1               |
| -                   | KPD             | -                | 0,1               |
| Mirko Schmidt       | NPD             | 2,9              | 2,0               |
| -                   | FORUM           | -                | 0,2               |
| -                   | PBC             | -                | 0,2               |

Es waren 57.546 Personen wahlberechtigt. Die Wahlbeteiligung lag bei 61,9 %. Von den abgegebenen Stimmen waren 1,4 % ungültig. Als Direktkandidatin wurde Karin Keller-Strempel (CDU) gewählt. Sie erreichte 56,6 % aller gültigen Stimmen.

## Wahl 1994
Die Landtagswahl 1994 hatte folgendes Ergebnis:
| Direktkandidat     | Partei | Erststimmen in % | Zweitstimmen in % |
| ------------------ | ------ | ---------------- | ----------------- |
| Karin Strempel     | CDU    | 54,6             | 59,6              |
| Michael Haas       | SPD    | 20,5             | 15,0              |
| Ludwig Martin Rade | FDP    | 11,4             | 3,3               |
| -                  | GRÜNE  | -                | 4,2               |
| -                  | DSU    | -                | 0,7               |
| -                  | REP    | -                | 1,5               |
| -                  | FORUM  | -                | 0,8               |
| Peter Käppeli      | PDS    | 13,5             | 14,4              |
| -                  | SP     | -                | 0,4               |

Es waren 57.766 Personen wahlberechtigt. Die Wahlbeteiligung lag bei 60,5 %. Von den abgegebenen Stimmen waren 1,6 % ungültig. Als Direktkandidatin wurde Karin Keller-Strempel (CDU) gewählt. Sie erreichte 54,6 % aller gültigen Stimmen.